# Emily von Bothmer

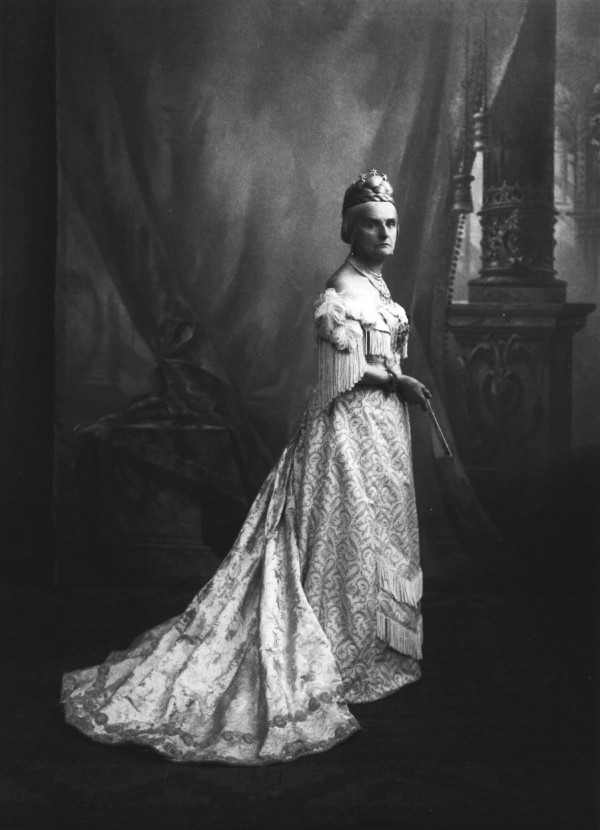
Emily von Bothmer, Fotografie von Louis Held (1904)

Emily Gräfin von Bothmer, geb. Emilie Ludowike Karoline Jochmus (* 21. Oktober 1833 in Eimsbüttel; † 12. Dezember 1911 in Weimar) war eine deutsche Staatsdame am großherzoglichen Hof von Sachsen-Weimar-Eisenach.

## Leben
Emilie war das uneheliche Kind des Kaufmanns John Jochmus (1807–1890) und der Johanna Maria Caroline Ruaux (1802–1882), genannt Schöne Marianne, der von Heinrich Heine besungenen Wirtin des Gasthofs Mariannenruh. Emilies Vater verschwand bald nach New York. August Giacomo Jochmus war ihr Onkel. Zuerst kümmerte sich die Großmutter Louise Henriette Ruaux, geb. Le Vavasseur um sie. 1836 heiratete ihre Mutter den Kaufmann Robert Schindler. Am Tag der Hochzeit wurde auch die Tochter Emilie getauft. Von ihrem Stiefvater hatte sie vier Halbgeschwister. Robert Schindler ging 1846 bankrott und starb 1849 in geistiger Umnachtung. Nachdem John Jochmus 1846 seine Vaterschaft anerkannte und am 25. September 1846 vor Gericht das Sorgerecht erwirkte, wuchs Emilie bei seiner wohlhabenden Familie auf.
Ausgestattet mit einer reichen Mitgift, heiratete sie am 1. August 1855 in Bamberg Graf Felix von Bothmer (1831–1870), den ältesten Sohn von Felix Gottlob Graf von Bothmer (1804–1876). Ihr Schwiegervater war 1852 in einem Vergleich der sechste Majoratsherr auf Schloss Bothmer geworden. Felix von Bothmer war im Staatsdienst von Sachsen-Meiningen sowie in der Verwaltung von Bothmer tätig, starb aber schon 1870. Die Ehe war kinderlos geblieben; Anwärter auf das Majorat war nun sein jüngerer Bruder Ludwig (Louis) Graf von Bothmer (1835–1894).

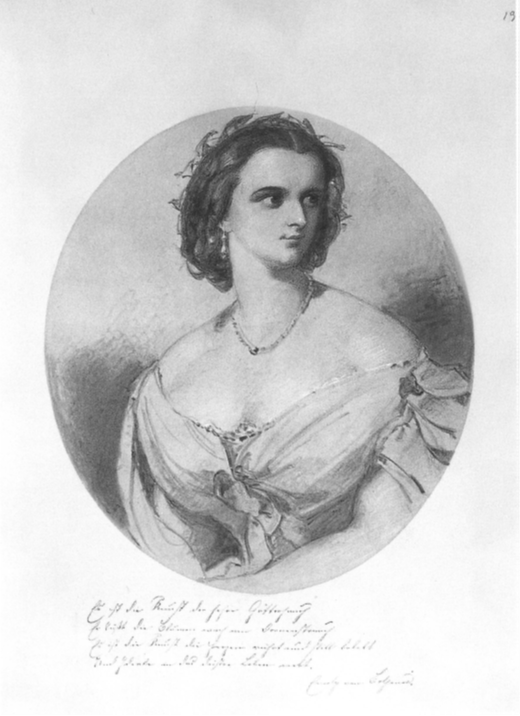
Emily von Bothmer, 1859 porträtiert von Wilhelm Hensel
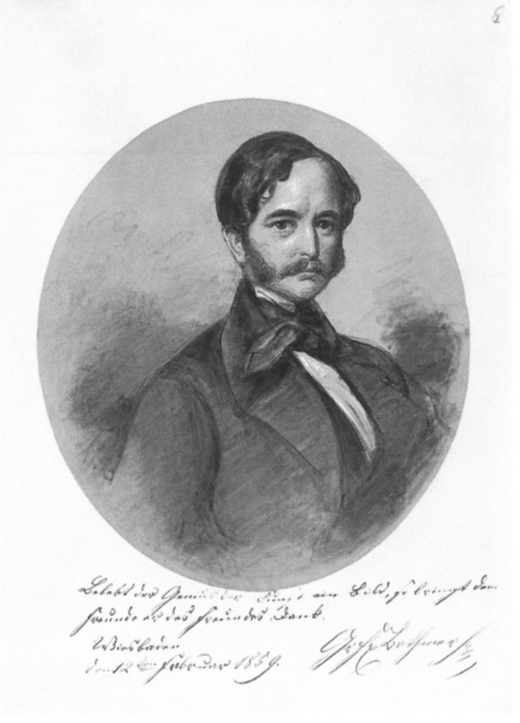
Felix von Bothmer, 1859 porträtiert von Wilhelm Hensel

Emily von Bothmer trat daraufhin 1875 als Hofdame in den Dienst der Erbgroßherzogin Pauline von Sachsen-Weimar-Eisenach. Sie stieg zur Oberhofmeisterin der Erbgroßherzogin auf. Als Staatsdame mit dem Prädikat Exzellenz nahm sie Repräsentationspflichten wahr. Da die Erbgroßherzogin regelmäßig die kalte Zeit im Süden verbrachte, vertrat Emily von Bothmer sie oft. Nach dem Tod der Staatsdame Auguste von Watzdorff wurde sie Oberhofmeisterin des großherzoglichen Hofes, war nach der großherzoglichen Familie die erste Dame am Hof und stand an erster Stelle des Hofstaats. „In allen Angelegenheiten“, vor allem karitativer Art, die der Großherzog Carl Alexander von seiner verstorbenen Frau Sophie von Oranien-Nassau übernommen hatte, stand Emily von Bothmer ihm „treu und ergeben zur Seite“. Auch nach Carl Alexanders Tod blieb sie in den Jahren der Regierungszeit von Großherzog Wilhelm Ernst (Sachsen-Weimar-Eisenach), in denen dieser unverheiratet (1901 bis 1903) bzw. verwitwet (1905 bis 1910) war, die erste Dame am Hof. Sie war Mitglied der Goethe-Gesellschaft. Ihre trotz bürgerlicher Herkunft „strenge Grandezza“ ließ den preußischen Gesandten Ludwig Raschdau etwas sarkastisch notieren: „Ihre Staatsdame, Gräfin Bothmer, läßt mit ihrer strengen Grandezza einen lachen. Ein Fremder würde der Dame, die eine geborene Jochmus ist, in ihrer vornehmen Gemessenheit sicherlich ein Dutzend Ahnen geben.“

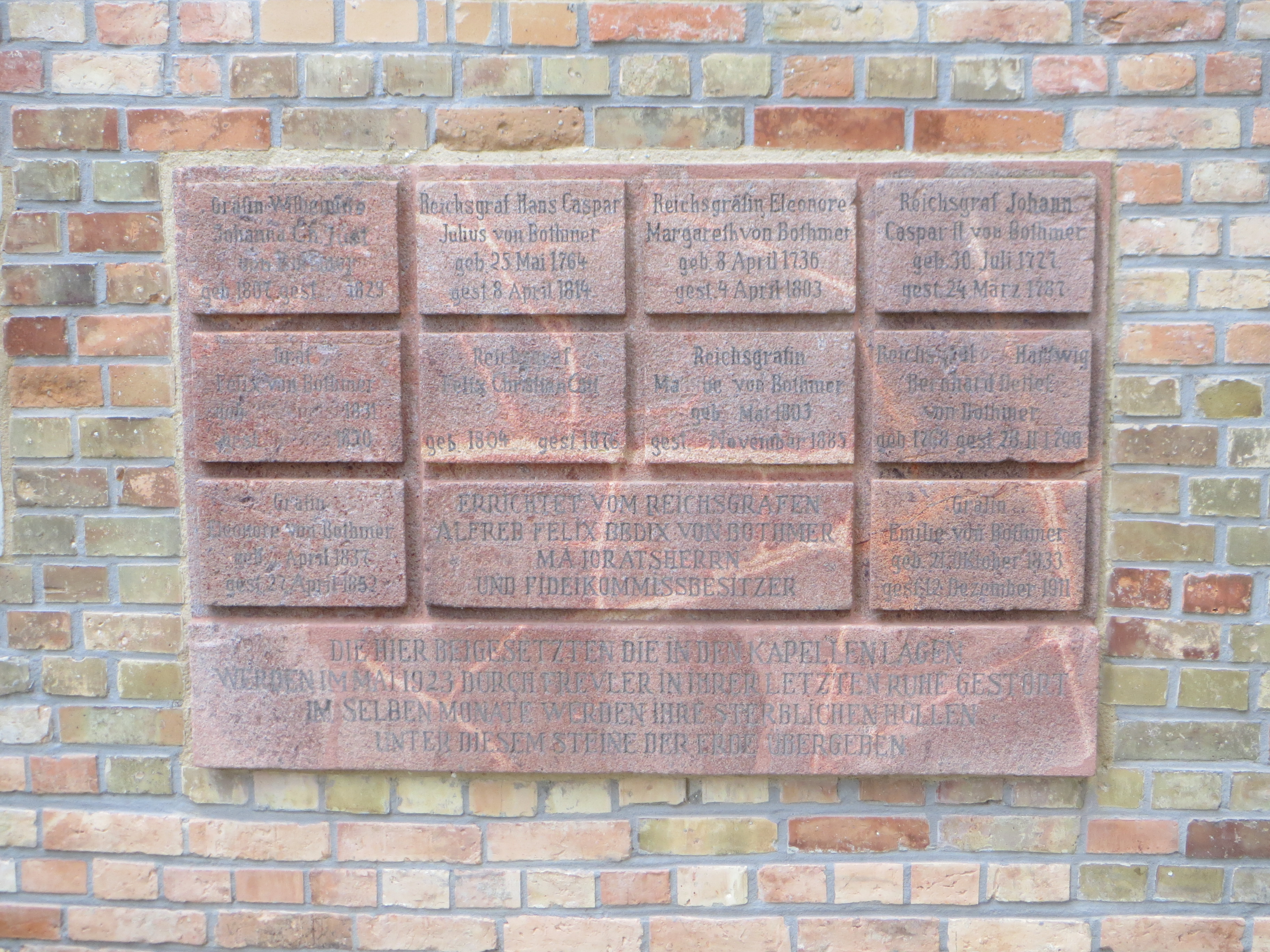
Erinnerungstafel (rechts unten), Neuer Friedhof Klütz

Emily von Bothmer starb im Alter von 78 Jahren am 12. Dezember 1911 in Weimar. Am 17. Dezember 1911 wurde sie in der Bothmerschen Kapelle in Klütz beigesetzt. Nach deren Schändung 1923 wurden ihre sterblichen Überreste auf dem Neuen Friedhof in Klütz erdbestattet. Eine 2015 restaurierte Tafel erinnert als Teil der denkmalgeschützten Bothmerschen Grablege an der Friedhofsmauer an sie und die anderen hier bestatteten Mitglieder der Familie.
Auch ihre Nichte Eugenie Gräfin von Bothmer (* 1873) war Hofdame in Weimar.

## Auszeichnungen
- Ehrenzeichen für Frauen (erste Abteilung)[12]
- Hausorden von Oranien, Ehrendame
- Rote Kreuz-Medaille (Preußen), 2. Klasse